# 1972年のテレビ (日本)
1972年のテレビ（1972ねんのテレビ）では、1972年（昭和47年）の日本におけるテレビジョン放送全般の動向についてまとめる。

## 主なできごと
沖縄が日本に返還。沖縄と奄美群島で本土との同時ネットでのカラー放送が開始。
5月15日、沖縄が日本本土に返還され、新生沖縄県が発足したのに伴い、NHK沖縄放送局が開局（沖縄放送協会が解散）、民放の沖縄テレビ（OTV）、琉球放送（RBC）両局がコールサイン・チャンネル番号を変更。更に、電電公社によるカラー同時ネットの下り高規格回線が、鹿児島→名瀬→沖縄本島間に新たなルートを開拓して初めて開設。本土から奄美群島（名瀬中継局発）と沖縄本島へのカラー同時ネット放送が漸く可能となった。
開局（返還された沖縄県を除く）
4月1日に、フジテレビ系列の北海道文化放送（UHB）、系列を持たない独立U局のテレビ神奈川とびわ湖放送が開局。北海道はUHBの開局により、北海道地区の4系列4民放によるフルネット化が完了。
鳥取県と島根県に本社を置く民放テレビ局が両県への相互乗り入れを開始（山陰準広域圏）
9月22日、鳥取県を放送対象地域としていた日本海テレビ（NKT）が島根県での放送を開始。また島根県を放送対象地域としていた山陰放送（BSS、本社は鳥取県米子市）、山陰中央テレビも鳥取県での放送を開始。これにより、同地域は民放が3局体制となる。
日本テレビネットワーク協議会（NNS）発足。
発足時は、日本テレビほか18局（計:19局）が参加した。
全面カラー化への動き
- 前年の読売新聞に続き、NHK教育テレビを除く全テレビ局の放送番組のほとんど全部がカラー放送になった状況から、朝日新聞が同年元旦のテレビ欄の番組表から、そして毎日新聞も4月1日からそれぞれカラー放送の表記がなくなる[6][7]。
- 7月1日、映像・音声周波数の単位がメガサイクル（Mc）からメガヘルツ（MHz）に変更されたのを受け、在京を含む多くの民放局が番組開始・終了の動画映像を変更・カラー化。
- 年末までNHK地方局のカラー化整備が完了したことで、ローカル番組を含めたNHK総合テレビの全面カラー化が完了。 [注 2][10]
- 1月現在の在京民放キー局の1日平均のカラー放送時間及び全放送時間に対する比率（NHK年鑑'72 2ページに記載）
  - 日本テレビ：約17時間50分 約95% [11]
  - TBS：約16時間50分 約86% [11]
  - フジテレビ：約17時間20分 約88% [11]
  - NET：約14時間20分 約76% [11]
  - 東京12チャンネル：約10時間50分 約66% [11]

テレビ番組
- 札幌冬季オリンピック、ミュンヘンオリンピック開催。この両オリンピックから、全面カラー放送となる。
- 2月28日、連合赤軍あさま山荘事件の人質救出開始から犯人逮捕・連行までの約8時間半の模様を、NHKや多くの民放にて連続生中継。民放はその間、CM抜きで放送する局も出る。日本のテレビ報道史に残る出来事となる。
- NET『NETワールドプロレスリング』に4月3日、唯一NETへの出演に反対していたジャイアント馬場が会社命令で地元新潟からの中継に登場。これが『日本プロレス中継』を放送している日本テレビとスポンサーの三菱電機が激怒した為、5月12日に18年間続いた『日本プロレス中継』を打ち切った。しかし、これ以前から日本テレビに恩義を持っていた馬場は日本テレビと協力して全日本プロレスを設立、10月7日に『全日本プロレス中継』が放送開始（後述）。
- 局の看板となる、以下の番組が放送開始又は終了。
  - 開始
    - 日本テレビ:『水曜ロードショー』、『太陽にほえろ!』
    - TBS:『オーケストラがやって来た』、『ぎんざNOW!』（TBS関東ローカル番組）
    - フジテレビ:『オールスター家族対抗歌合戦』
    - 朝日放送:「必殺シリーズ」

  - 終了
    - 日本テレビ:『シャボン玉ホリデー』

## 番組関係のできごと
1月
- 1日
  - NHK総合テレビで、筒井康隆原作『時をかける少女』をドラマ化した『タイム・トラベラー』を放送開始（ - 2月5日、全6回。原作:筒井康隆、脚本:石山透、主演:島田淳子(浅野真弓)、ナレーター：城達也）[1]。若者向けドラマシリーズ『少年ドラマシリーズ』がスタートする（ - 1983年10月11日）。なお同年11月4日には続編『続 タイムトラベラー』（ - 12月2日）が同枠で放送された。
  - TBS系で1967年から放送されている正月演芸番組『初笑いウルトラ寄席』が、この年から『初笑いうるとら寄席』と改題し、1月1日放送に変更、1977年まで1日放送となる。
  - フジテレビ系で時代劇『木枯し紋次郎』が放送開始（ - 1973年3月31日、全3シリーズ）[1]。また同じ日には同局でドラマ『土曜劇場 ぼんち』（関西テレビ制作、 - 3月25日）が放送開始している。なおこの日はTBS系で『8時だョ!全員集合』が編成された関係上、正月特別番組『第9回新春スターかくし芸大会』が翌2日に放送されることになったため[注 3]、『スペクトルマン』・『クイズグランプリ』[注 4]・『スター千一夜』[注 4]・『清水次郎長』（竹脇無我主演版）・『ズバリ!当てましょう』（第1期）と、全て通常番組が編成された。
  - 毎日放送・NET（後のテレビ朝日）系の特撮番組『仮面ライダー』で、この日放送の第40話「死斗!怪人スノーマン対二人のライダー」より、前年の収録中の負傷事故で休業していた藤岡弘が9カ月ぶりに「仮面ライダー1号・本郷猛」役で出演、当時主演の「仮面ライダー2号・一文字隼人」役・佐々木剛とのいわゆる「ダブルライダー」による共演が実現した。その後も翌1973年2月10日の最終回（第98話）まで藤岡と佐々木が数回ほど共演した。
- 2日 - NHK大河ドラマ第10作『新・平家物語』放送開始（ - 12月24日）。[1]
- 7日 - 関西テレビの深夜番組『ナイトパンチ』（関西ローカル）がこの日放送開始。大阪・SABホールからの公開生放送で、桂三枝（後の6代目文枝）・西川きよしら上方お笑いタレントが総出演した。当初は金曜日のみの放送だったが、同年10月から木曜日の放送も開始。この木曜日版の内包コーナー「パンチDEデート」が30分番組として翌年に独立した。

2月
- 3〜13日 - 札幌冬季オリンピック開催、NHKがカラーで生中継[注 5]。尚、オリンピック放送は、この札幌冬季大会から全面カラー制作・放送となる。[1]
- 12日 - フジテレビ土曜21:00枠のクイズ番組『ズバリ!当てましょう』（第1期）が、この日の放送をもって10年半・550回の幕を降ろし、翌19日から設定を一部流用した『クイズの王様』を放送開始（司会：石坂浩二）[12]。なお『ズバリ』は、3年8ヶ月後の1975年10月4日から同局の土曜19:00で再開した。
- 28日 - この日の午前10時過ぎから、連合赤軍あさま山荘事件の人質救出、事件解決の模様を、NHK・民放各局が通常番組を休止して報道特別番組を編成し生中継[1][13]。犯人が逮捕・連行された後の19時頃まで放送され、民放ではCMなしで放送する前代未聞の騒ぎとなった。ここで、フジテレビ・長野放送によるFNN取材団が夜18時過ぎに犯人逮捕・連行の瞬間をモノクロながら鮮明な映像でスクープ撮影、FNNを通じて全国に生放送。これが後に、フジテレビが報道に力を入れるきっかけを作った（「長野放送#『あさま山荘事件』犯人逮捕のスクープ裏話」を参照）。

3月
- 25日 - 大宮敏充率いる「デン助劇団」によるNET系公開コメディ番組『デン助劇場』（1959年4月11日 - ）が、この日13年の幕を降ろした。なお「デン助劇団」は翌1973年に解散し、3年後の1976年に大宮は死去した。
- 31日 - フジテレビ平日14時枠のバラエティ番組『タワーバラエティ→スーパーバラエティ』が、この日11年2ヶ月の幕を降ろした。

4月
- 1日 - 毎日放送・NET系『仮面ライダー』、主演の藤岡弘がこの日放送の第53話「怪人ジャガーマン 決死のオートバイ戦」より正式にレギュラー復帰、「新1号編」が開始。
- 3日
  - NHKが新年度編成開始。[1]
    - 連続テレビ小説『藍より青く』放送開始（ - 1973年3月31日）。[1]
    - 総合テレビの平日夜10時枠に帯ドラマ枠銀河テレビ小説を新設。第1作は北杜夫原作『楡家の人びと』。[1]

  - TBSでこの日より、平日14時枠に初の午後のワイドショー『もしもしスタジオ』を開始（ - 1975年3月28日）。
  - NET系『NETワールドプロレスリング』、この日の新潟市体育館からの生中継にて、地元新潟県三条市出身のジャイアント馬場が出場する試合を中継[注 6]。元々馬場はNETの出演に反対しており、会社命令で出場。結果これが、『日本プロレス中継』を中継している日本テレビ及びスポンサーの三菱電機が激怒、同番組を打ち切る原因となる（「ワールドプロレスリング#放送開始 - NET独占放送へ」、「全日本プロレス中継」の項を参照）。
- 5日 - 日本テレビ系で、水野晴郎の解説でおなじみの映画番組『水曜ロードショー』放送開始（ - 1985年）。
- 6日 - 東京12チャンネル（後のテレビ東京）でアイドル専門の歌謡番組『歌え!ヤンヤン!』が放送開始。司会は当時一世を風靡したアイドルグループフォーリーブスが務めた（ - 1975年3月27日）。
- 7日
  - TBS系の金曜19時台前半枠で、円谷プロダクション製作のウルトラシリーズ第5弾『ウルトラマンA』放送開始（ - 1973年3月30日、全52話）。
  - TBS系の金曜22時枠で、連続ドラマシリーズ「金曜ドラマ」が放送開始（第1作は『家族日誌』）。2022年現在も継続中[注 7]。
- 9日
  - NHK名古屋放送局制作の学園ドラマ『中学生日記』が放送開始[1][14]（当初は総合、後に教育（Eテレ）で放送。 - 2012年3月16日）。
  - NHK教育テレビ、前年の夏休み期間中から学校休みの期間中にスペシャルとして放送した、米の子ども向けテレビ教育番組『セサミストリート』が、この日から毎週オリジナル版のレギュラー放送を開始。[1][14][15]

5月
- 15日 - 日本テレビが、前述のNET系『NETワールドプロレスリング』4月3日放送分においてジャイアント馬場の試合を中継したことに激怒し、12日放送分をもって18年間続いた『日本プロレス中継』を打ち切ることを発表。19日から7月14日までは過去の名勝負集である『日本プロレス選手権特集』をつなぎ番組とした。その後馬場は日本テレビと協力して全日本プロレスを設立し、10月7日に『全日本プロレス中継』が放送開始となる（「全日本プロレス中継」の項を参照）[1]。
- 25日 - NHK沖縄放送局開局記念としてこの日『ふるさとの歌まつり』（総合テレビ）を那覇市民会館から生放送。同日はゲストに村田英雄と南沙織が出演した[16]。

6月
- 17日 - 佐藤栄作首相（当時）がこの日退陣を表明、NHKなどで退陣に関する記者会見を中継。異例のテレビ主導による会見となった。[1][17]

7月
- 8日 - NET系で、土曜20時枠に特撮番組『人造人間キカイダー』とテレビアニメ『デビルマン』の2本立てを編成、1974年3月までこの体制となる[注 8]。
- 21日 - 日本テレビ系で、刑事ドラマ『太陽にほえろ!』が放送開始（東宝制作）。1986年11月14日まで全718回続く長寿番組となった。[1]
- 28日 - NET系で、5月12日をもって打ち切られた日本テレビ系『日本プロレス中継』の後継番組として、月曜20時台に放送されていた『NETワールドプロレスリング』の他にも、金曜20時台にも『NET日本プロレス中継』を開始。9月25日まで月曜・金曜の並行放送を続け、9月29日から『NET日本プロレス中継』に一本化（1973年3月30日終了）[注 9]。

8月
- 12日 - NET系のワイドショー番組『土曜ショー』の生放送中、出演したフォーク歌手の泉谷しげるが暴走、放送禁止歌を歌った上に、生コマーシャルに対して暴言を吐くなどの事件が起こった（詳細はこちらを参照）[1]。この事件により番組は9月30日をもって打ち切りとなり、担当ディレクターも左遷された。
- 26日～9月12日（日本時間） - ミュンヘンオリンピック開催。西ドイツ（当時）から衛星中継で、NHK及び民放にて全面カラー放送。[1]

9月
- 2日 - 朝日放送（ABC、後の朝日放送テレビ）制作・TBS系[注 10] で、時代劇『必殺仕掛人』が放送開始（ - 1973年4月14日、全33回）。中断などを経て2022年現在もスペシャルドラマとして継続中の「必殺シリーズ」が始まる。[1]
- 6日 - TBS系ブラザー劇場枠で刑事ドラマ『刑事くん』（東映制作・桜木健一[注 11] 主演）が放送開始（ - 1972年10月2日）。1976年にシリーズ終了するまで全5作が制作された。
- 23日 - TBSでスポーツバラエティ番組『第2回オールスター紅白大運動会』（フジテレビの同名番組とは別）を放送。この後1974年からは『新春オールスター大運動会』として正月番組に変更、1987年まで継続する。
- 29〜30日 - 中国を訪問中の田中角栄首相（当時）と中国の毛沢東共産党主席（同）による日中国交正常化の共同声明のため、NHK・民放各局は通常番組を休止し、報道特別番組を放送。[1][注 12]

10月
- 1日
  - 日本テレビ系で1961年より続いた牛乳石鹸一社提供のバラエティ番組『シャボン玉ホリデー』が11年4か月の放送に幕。
  - TBS系で、山本直純が企画・音楽監督・司会等を行うクラシックの音楽バラエティ番組『オーケストラがやって来た』が放送開始（ - 1983年3月27日）。[1]
  - フジテレビ系
    - 日曜18時台前半枠で、タツノコプロ制作のSFヒーローアニメ『科学忍者隊ガッチャマン』が放送開始（ - 1974年9月29日、全105回）。[1]
    - 芸能人の家族が出場して自慢の歌を披露する歌謡番組『オールスター家族対抗歌合戦』が放送開始（ - 1986年9月28日）。[注 13]
- 2日
  - TBS平日17時枠で、銀座三越内に設けたサテライトスタジオ「銀座テレサ」（既に閉鎖）からの公開生放送によるバラエティ番組『ぎんざNOW!』が放送開始。素人時代に出演した関根勤や小堺一機が芸能界入りしたことで有名（ - 1979年9月28日）。
  - フジテレビ系列で、石坂洋次郎原作によるドラマ『光る海』放送開始（ - 1973年3月26日 全25話。主演:沖雅也）。主題曲にフランク・プゥルセル・グランド・オーケストラの演奏「アドロ」が使用され[19]、ヒットする。
  - NET系平日13時枠で、黒柳徹子司会のトークワイドショー番組『13時ショー』が放送開始（ - 1976年1月30日）。後に黒柳のライフワークとなり2022年現在も続く『徹子の部屋』の原型となる。[1]
- 5日 - TBS系で、人気アイドル歌手・天地真理がメインのバラエティ番組『真理ちゃんとデイト』を放送開始。1975年3月まで5作放送される『真理ちゃんシリーズ』が始まる。
- 7日 - 日本テレビ系、ジャイアント馬場が日本テレビと協力して設立した全日本プロレス主催のプロレス中継番組、『全日本プロレス中継』放送開始（ - 2000年6月21日）。[1]

11月
- 13日 - 日本テレビ系、月曜21時枠『月曜スター劇場』にて、ドラマ『冬物語』が放送開始（ - 1973年4月16日、全23回。脚本:清水邦夫・林秀彦、演出:石橋冠、出演:浅丘ルリ子 ほか）。[1]

12月
- 3日 - フジテレビ系日曜19時台前半枠で永井豪原作によるロボットヒーローアニメ『マジンガーZ』（東映動画制作）が放送開始（ - 1974年9月1日、全92回）。[1]
- 31日
  - TBS系で『第14回日本レコード大賞』放送（19:00 - 20:55）。大賞はちあきなおみの「喝采」。
  - NHK総合、第23回NHK紅白歌合戦放送。東京宝塚劇場で開催される最後の紅白となった。
- 31日 - 1973年1月1日未明 - 民放各社恒例による服部時計店（後のセイコーグループ）一社提供の年越し特番『ゆく年くる年』を放送。この年はフジテレビが初めて製作を担当（以降、1987年まで5年おきに担当した）。

## その他テレビに関する話題
- 4月1日
  - フジテレビ系列の北海道文化放送（UHB）、独立局のテレビ神奈川（TVK）、びわ湖放送（BBC）とUHF（アナログ）を親局とする民放3局が開局。[1][20][21][22]
  - UHB開局に伴い、北海道地区の4系列4民放によるフルネット化が完了。
  - 島根放送（TSK、テレビしまね）が山陰中央テレビジョン放送に社名変更。[1][22]
- 5月15日 - 沖縄が日本本土に返還され、新生沖縄県が発足。
  - NHK沖縄放送局が開局（沖縄放送協会が解散）。[1][2]
  - 沖縄テレビ（OTV）、琉球放送（RBC）両局がコールサイン・チャンネル番号を変更。これと同時に沖縄テレビはFNN・FNSに、琉球放送はJNNにそれぞれ正式加盟（詳しくは各局の項を参照）。
  - 電電公社の鹿児島→名瀬→沖縄本土のカラー放送対応の下り高規格同時ネット回線が開通。これに伴い、沖縄県のテレビ局に於いて本土からの同時ネット受けのカラー放送が可能となり、更に鹿児島県の離島である奄美群島（名瀬中継局発）で初めてカラー放送が開始される（NHK総合のみ）[3]。但し当時は1回線のみの開通で、それを、NHK総合・琉球放送・沖縄テレビと時間帯を分けて使用していた（12月9日まで）[23]。
- 6月14日 - 日本テレビネットワーク協議会（NNS）発足。日本テレビほか18局（計:19局）が参加。[注 1][1][17]
- 7月1日 - 映像・音声周波数の単位がメガサイクル（Mc）からメガヘルツ（MHz）に変更[1][24]。これを受け、多くの民放局が番組開始・終了の動画映像を変更・カラー化する。
  - 日本テレビでは、放送開始・終了時に流れる映像「鳩の休日」が開局以来19年間使われたモノクロ版から、カラー版へと一新した[注 14]。
  - TBSでは、音楽は同じだが、映像をカラーで新規に制作した「ガラス棒」のバージョンに変更。局名・コールサイン・周波数のアナウンスも藤田恒美（当時TBSアナウンサー）に変更された（1991年9月29日まで使用）。
  - フジテレビ、NETでは、オープニング・エンディングそれぞれに新たなカラーフィルム・音楽を制作、放映を開始。
- 9月22日 - 鳥取県と島根県に本社を置く民放テレビ局が両県への相互乗り入れを開始（山陰準広域圏）。鳥取県を放送対象地域としていた日本海テレビ（NKT）が島根県での放送を開始。また島根県を放送対象地域としていた山陰放送（BSS、本社は鳥取県米子市）、山陰中央テレビも鳥取県での放送を開始。
- 12月10日 - 電電公社の鹿児島→名瀬→沖縄本土のカラー放送対応の下り高規格同時ネット回線が従来の1回線から増強され、NHK総合・教育、琉球放送、沖縄テレビ各チャンネル専用回線が開通。これに伴い、沖縄本島と奄美群島が共にNHK総合テレビが全面カラー化され、更に、NHK教育テレビのカラー放送が開始[注 15][23]。RBC、OTVは同時ネット回線受けでの放送が全面カラー化された。
- 年末まで - NHKの地方局のカラー化整備が完了。これにより、ローカル番組を含めたNHK総合テレビの全面カラー化が完了。[注 2][10]

## 開局
- 4月1日
  - 北海道文化放送（サービス放送開始:1月14日（道央エリアのみ））[1][20][22]
  - テレビ神奈川[1][21][22]（サービス放送開始:3月5日[25]）
  - びわ湖放送[1][22]
- 5月15日 - NHK沖縄放送局（沖縄返還にともなう）[1]

## 周年

### 番組
- 放送開始15周年
  - 『きょうの料理』（NHK総合）
  - 『ミユキ野球教室』（日本テレビ）
- 放送開始10周年
  - 『NHK杯テレビ囲碁トーナメント』（NHK教育）
  - 『JNNニュースコープ』（TBS）
  - 『キユーピー3分クッキング』（中部日本放送）[注 16]

### 開局・放送開始
- 3月27日 - NHK名古屋放送局教育テレビジョン放送開始10周年。
- 4月1日
  - テレビジョン放送開始15周年 - 北海道放送
  - 開局10周年 - 名古屋放送（名古屋テレビ）
- 5月29日 - NHK松山放送局総合テレビジョン放送開始15周年。
- 6月1日 - NHK静岡放送局総合テレビジョン放送開始15周年。
- 9月1日 - 広島テレビ放送開局10周年。
- 10月1日 - 仙台放送開局10周年。
- 12月22日 - NHK岡山放送局総合テレビジョン放送開始15周年。
- 12月23日 - NHK金沢放送局総合テレビジョン放送開始15周年。

## 視聴率
（関東地区、ビデオリサーチ調べ）

### 報道
1. ニュース（NHK総合、9月8日）55.5%
2. ニュース（連合赤軍あさま山荘事件）（NHK総合、2月28日）50.8%
3. 田中総理中国へ（NHK総合、9月25日）50.6%
4. スタジオ102（NHK総合、2月29日）47.0%
5. カメラリポート（NHK総合、2月29日）46.6%
6. 即日当選開票当確者紹介（NHK総合、12月11日）46.1%
7. ニュース（NHK総合、2月29日）44.9%
8. 当確者に聞く（NHK総合、12月11日）44.3%
9. ニュース（NHK総合、4月27日）44.0%

### スポーツ
1. 第20回オリンピックミュンヘン大会（NHK総合、9月8日）58.7%
2. 第20回オリンピックミュンヘン大会（NHK総合、9月2日）55.5%
3. 第11回冬季オリンピック札幌大会（NHK総合、2月11日）53.1%
4. 第20回オリンピックミュンヘン大会（NHK総合、9月10日）51.3%
5. 第20回オリンピックミュンヘン大会 閉会式ハイライト（NHK総合、9月12日）46.9%

### バラエティー
1. 第23回NHK紅白歌合戦（NHK総合、12月31日）80.6%
2. 1972年度輝く!日本レコード大賞・第2部（TBS、12月31日）46.5%
3. 8時だョ!全員集合（TBS、7月15日）45.7%

### ドラマ
1. ありがとう（TBS、12月21日）56.3%
2. 連続テレビ小説 繭子ひとり（NHK総合、2月10日）55.2%
3. 連続テレビ小説 藍より青く（NHK総合、9月8日）53.3%
4. 時間ですよ・最終回（TBS、3月15日）36.2%
5. 肝っ玉かあさん（TBS、1月13日）33.0%

## テレビ番組

### テレビドラマ

#### NHK
- 大河ドラマ 新・平家物語
- 連続テレビ小説 藍より青く
- 銀河テレビ小説 楡家の人びと - 第1作
- 明智探偵事務所（主演：夏木陽介）
- 赤ひげ（主演：小林桂樹）

#### 日本テレビ系
- 月曜スター劇場
  - つくし誰の子 第2シリーズ（主演：池内淳子）
  - 冬物語（主演：浅丘ルリ子、原田芳雄）
- トヨタ金曜劇場
  - 恋は初恋（主演：藤岡琢也、佐久間良子）
  - 女ですもの（主演：三田佳子）
  - 花は花よめ 第2シリーズ（主演：吉永小百合）
- 土曜グランド劇場
  - 3丁目4番地（主演：浅丘ルリ子、石坂浩二）
  - おふくろの味 第2シリーズ（主演：森光子）
  - 縁談シリーズ（8月26日-1973年9月29日。すべて一話完結）
- 飛び出せ!青春（主演：村野武範、酒井和歌子、石橋正次）
- 太陽にほえろ!（出演：石原裕次郎、萩原健一、松田優作、沖雅也、露口茂 他）
- パパと呼ばないで（出演：石立鉄男、杉田かおる 他）
- 鉄平と順子（主演：大和田伸也、松坂慶子）

#### TBS系
- キイハンター（出演：丹波哲郎、千葉真一、野際陽子、谷隼人 他） ※1968年から
- 大岡越前・第3部（主演：加藤剛、竹脇無我）
- ポーラテレビ小説
  - 原生花園 アンラコロの歌（主演：泉晶子）
  - 吉井川（主演：本阿弥周子）
- 木下恵介・人間の歌シリーズ
  - 春の嵐
  - 地の果てまで（主演：近藤正臣）
  - 白い夏
  - 愛よ、いそげ!
- ありがとう・第2シリーズ（主演：水前寺清子）
- 何がなんでも（主演：堺正章）
- シークレット部隊（主演：宇津井健）
- 金曜ドラマ
  - 家族日誌 - 第1作
  - いま炎のとき（主演：中村吉右衛門、酒井和歌子）
  - 私は忘れたい（主演：岩下志麻、藤岡弘）
- 必殺仕掛人（朝日放送）- 『必殺シリーズ』第1作

#### フジテレビ系
- ぼんち（原作：山崎豊子、主演：津川雅彦）[12]
- 木枯し紋次郎（主演：中村敦夫）[12]
- 下町かあさん（主演：京塚昌子）
- お祭り銀次捕物帳（主演：あおい輝彦）
- かあさんの四季（主演：京塚昌子）
- 光る海（主演:沖雅也）

#### NETテレビ系
- さすらいの狼（主演：中村錦之助）
- 世なおし奉行（出演：片岡千恵蔵、田村正和 他）

### 子供向けドラマ

#### NHK
- タイム・トラベラー - 少年ドラマシリーズ第1作
- 中学生日記（名古屋局制作）

#### 日本テレビ系
- ワイルド7（出演：川津祐介、小野進也 他）
- だから大好き!（主演：岡崎友紀）
- 小さな恋のものがたり#テレビドラマ（主演：岡崎友紀）
- マドモアゼル通り（読売テレビ、主演：紀比呂子）

#### TBS系
- ブラザー劇場 熱血猿飛佐助（主演：桜木健一）
- 赤い靴（主演：ゆうきみほ）
- ママはライバル（主演：岡崎友紀）
- ケーキ屋ケンちゃん（主演：宮脇康之、佐久間まゆみ）
- 1・2・3と4・5・ロク（出演：梅田智子、山内明、天地総子、沖雅也 他）
- 決めろ!フィニッシュ

#### フジテレビ系
- 剣道一本!（主演：三浦友和）
- アイちゃんが行く!（主演：坂口良子）

#### NETテレビ系
- 新・番頭はんと丁稚どん（第2作。毎日放送。主演：大村崑、レツゴー三匹）

### テレビアニメ
- 樫の木モック（フジテレビ）
- カルピスまんが劇場ムーミン（第2作）（フジテレビ）
- 正義を愛する者 月光仮面（日本テレビ）
- 海のトリトン（朝日放送）
- 魔法使いチャッピー（NETテレビ）
- 赤胴鈴之助（フジテレビ）
- アニメドキュメント ミュンヘンへの道（TBS）
- くまくんトリオ大脱走 (NHK)  -海外作品。
- デビルマン（NETテレビ）
- モンシェリCoCo（TBS）
- 科学忍者隊ガッチャマン（フジテレビ）
- アストロガンガー（日本テレビ）
- かいけつタマゴン（フジテレビ）
- ハゼドン（フジテレビ）
- おんぶおばけ（よみうりテレビ）
- ど根性ガエル（朝日放送）
- マジンガーZ（フジテレビ）
- ドボチョン一家の幽霊旅行（NETテレビ） - 海外作品。

### 特撮番組
- 緊急指令10-4・10-10
  - 出演：黒沢年男、水木襄、牧れい 他
- 快傑ライオン丸（フジテレビ）
  - 出演：潮哲也 他
- ウルトラマンA（TBS）
  - 出演：高峰圭二、星光子、瑳川哲朗 他
- 変身忍者 嵐（毎日放送）
  - 出演：南城竜也、林寛子、牧冬吉 他
- 超人バロム・1（読売テレビ）
  - 出演：高野浩幸、砂川啓介、小林清志 他
- トリプルファイター（TBS）
- 人造人間キカイダー（NETテレビ）
  - 出演：伴大介、水の江じゅん、植田峻、伊豆肇、安藤三男 他
- アイアンキング（TBS）
  - 出演：石橋正次、浜田光夫 他
- 愛の戦士レインボーマン（NETテレビ）
  - 出演：水谷邦久、井上昭文、平田昭彦、小泉博 他
- 突撃! ヒューマン!!（日本テレビ）
  - 出演：夏夕介、田中好子、八代駿 他
- サンダーマスク（日本テレビ）
  - 出演：菅原一高、井野口一美 他
- 新諸国物語 笛吹童子（TBS） - 不二家の時間最終作品
- 宇宙パトロール（フジテレビ） - 海外作品『宇宙大作戦』第2・第3シーズン

### 報道・情報番組
- くらしのけいざい（NHK総合）
- あなたのワイドショー（日本テレビ）
- モーニングジャンボJNNニュースショー（TBS）
- 8時の空（TBS）
- モーニングジャンボ奥さま8時半です（TBS）
- もしもしスタジオ（TBS）[26]
- スター総登場!（TBS)
- リビング11（フジテレビ）[26]
- 新時代の中小企業（NETテレビ）[27]
- 13時ショー（NETテレビ）[26]
- お昼です!ミニコミ13時(東京12チャンネル)[26]
- オンエア8:00（信越放送）[26]

### バラエティ番組
- お笑いオンステージ（NHK総合）
- ぎんぎら!ボンボン!（日本テレビ）
- スーパースター・8☆逃げろ!（日本テレビ）
- ヨーイ・ドン!!（第2期）（日本テレビ）
- お見合い4対1（日本テレビ）
- おかしなおかしな60分!（日本テレビ）
- やったぜ!天才（日本テレビ）
- スター変身!（読売テレビ）
- ハッスル!外人No.1（読売テレビ）
- タッチ!タッチ!タッチ!（読売テレビ）
- GO!GO!ヤング（読売テレビ）
- ぎんざナイトナイト[26]
- ぎんざNOW!（TBS）[26]
- あの虹をつかもう!（TBS）
- 真理ちゃんとデイト（TBS） - 『真理ちゃん』シリーズ第1作。
- テレビリクエストスタジオ スター総登場!（TBS）
- 歌と笑いでつっぱしれ!（TBS）
- 世紀のびっくりショー（フジテレビ）
- 笑えば2時だよ（フジテレビ）
- みんなあつまれキーパッパ（フジテレビ）
- ワン・ツー・チータ!（NETテレビ）
- 土居まさるのやあ!やあ!やあ!（NETテレビ）
- スター漫才選手権（毎日放送）
- ナイトパンチ（関西テレビ）

### クイズ番組
- クイズの王様（フジテレビ）
- 超特急ファミリーマッチ（東海テレビ）

### 音楽番組
- 歌謡グランドショー（NHK総合）「歌のグランド・ショー」から改題
- オーケストラがやってきた（TBS）
- TBS歌えファンファーレ（TBS）
- 東京音楽祭 歌は世界に（TBS）
- ミュージックトゥナイト 歌は今宵も（TBS）
- オールスター家族対抗歌合戦（フジテレビ）
- シャボン玉ビッグワンショー（フジテレビ）
- シャボン玉ミュージックジョイ（フジテレビ）
- 歌謡スタジオ大作戦（フジテレビ）
- 歌うスターカップル 今夜の恋人（フジテレビ）
- 夜のグランドショー（フジテレビ）
- 歌う夢のデイト（フジテレビ）
- 尾崎紀世彦ショー ナウ・ナウ（毎日放送）
- 歌え!ヤンヤン!（東京12チャンネル）[28]
- きんきんケロンパ歌謡曲（東京12チャンネル）[28]

### トーク番組
- ああ結婚（読売テレビ）
- 日本一のおかあさん（TBS）
- 凡児の娘をよろしく（関西テレビ）
- こんばんは仁鶴です（毎日放送）

### 教養・ドキュメンタリー番組
- レンズはさぐる（NHK総合）[29]
- あなたに挑戦!（NHK総合）[14]
- みんなのせかい（NHK教育）[30]
- じんざえもんと5人のともだち（NHK教育）[30]
- びっくりばこドン（NHK教育）[30]
- A Step to English（モノクロ）（NHK教育）[31]
- Let's Enjoy English（モノクロ）（NHK教育）[31]
- English for You（モノクロ）（NHK教育）[31]
- わたしたちの歴史（モノクロ）（NHK教育）[31]
- 日本新地図（NHK教育）[31]
- 美術の世界（NHK教育）[31]
- 音楽の世界（モノクロ）（NHK教育）[31]
- あすの市民（モノクロ）（NHK教育）[31]
- 驚異の世界・ノンフィクションアワー（日本テレビ）

### 映画番組
- 水曜ロードショー（日本テレビ）
- 木曜映画招待席（日本テレビ） - 土曜の『土曜映画招待席』を改題移動。
- 土曜邦画劇場（フジテレビ）

### スポーツ番組
- 札幌オリンピック中継（NHK）
- ミュンヘンオリンピック中継（NHK）
- 全日本プロレス中継（日本テレビ）

### 単発特別番組枠
- 火曜スペシャル（第2期、第3期）（日本テレビ）
- 土曜ロータリー（日本テレビ）
- サンデービッグプレゼント→日曜ゴールデンシリーズ（TBS）
- 火曜ワイドスペシャル（第2期）（フジテレビ）
- ファミリースペシャル（NETテレビ）
- 芸能大特番!!（東京12チャンネル）

### その他
- 日本列島走りある記（関西テレビ）[注 17]
- オーレおじさんの天気予報（NETテレビ）
- 世界の主役（東京12チャンネル）[28]

### 既存番組のカラー化
- 健康増進時代（日本テレビ）- 1月2日[32]、そして4月2日から毎回カラー化[33]
- こんにちは神奈川（日本テレビ）- 1月2日から随時[32]
- 埼玉だより（日本テレビ）- 1月2日から随時[32]
- 東京都だより（日本テレビ）- 1月2日から随時[32]
- ライオン奥様劇場（フジテレビ）- 1月3日（『花の旅路』第1回）から毎回カラー化[34]
- 東海テレビ制作昼の帯ドラマ（東海テレビ）- 1月10日（『むらさき心中』の第1回）から[35]
- キンカン素人民謡名人戦（フジテレビ）- 3月4日から[36]
- 親の目・子の目（NET）- 4月7日から[37]
- だんいくまポップスコンサート（日本テレビ）- 4月8日から[38]
- わたしたちのくらし（NHK教育）- 4月から[39]
- テレビの旅（NHK教育）- 4月から[39]
- くらしの歴史（NHK教育）- 4月から[39]
- 明るいなかま（NHK教育）- 4月から[39]
- 音楽教室（NHK教育）- 4月から[39]
- 理科教室中学1年生（NHK教育）- 4月から[39]
- 中学生の数学（NHK教育）- 4月から（年間放送番組数の半分をカラー化）[39]
- 市民大学講座（I）（NHK教育）- 4月から[39]
- 技能講座 － テレビジョン技術（NHK教育）- 4月から[39]
- みんなの科学（NHK教育）- 毎週水曜日放送分（NHK名古屋放送局制作）が4月からカラー化[39]。これにより、月～金まで完全カラー化が完了[29]。
- 心のともしび（日本テレビ）- 4月29日から[40]
- 民放の番組開始・終了の動画映像（日本テレビ、TBS、フジテレビ、NETほか未知数）- 7月1日から

#### ローカルニュースのカラー化（兼:カラーフィルムによる報道取材開始）
- 4月1日:山形テレビ